# Bastetrak
Bastetrak（バステトラック）は、日本のDJ、トラックメイカー。

## 概要
サンプリングを駆使したダンサブルな音楽性と猫のキャラクターが持ち味。元々はDj86 a.k.a. 猫神という名義で、京都を拠点に活動している。
名前の由来はエジプト神話に登場する猫の女神バステト、楽曲を表すトラックから。
2006年頃よりDJとして活動を開始。2010年頃から本格的にトラックメイカーとしての活動を開始する。現在販売、ストリーミングされているのは『Kyoto Underground Breaks Complete Edition』。
その他の楽曲やRemixに関してはBandcampやSoundcloudで配信されている。

## ディスコグラフィ

### アルバム
|             | リリース日    | タイトル                                  | 形態 | 出典  |
| ----------- | ------------- | ----------------------------------------- | ---- | ----- |
| Compilation | 2020年3月18日 | Bastetrak Nu-Disco Selection              | 配信 | [ 4 ] |
| Compilation | 2020年3月18日 | Bastetrak Hiphop Selection                | 配信 | [ 5 ] |
| E.P.        | 2020年3月21日 | Talkin' All That House EP vol.1           | 配信 | [ 6 ] |
| E.P.        | 2020年3月23日 | 90's Rhodes Bop                           | 配信 | [ 7 ] |
| Best        | 2020年5月21日 | Kyoto Underground Breaks Complete Edition | 配信 | [ 8 ] |

### シングル
|     | リリース日    | タイトル | 形態 | 出典  |
| --- | ------------- | -------- | ---- | ----- |
| 1st | 2020年8月23日 | Dead End | 配信 | [ 9 ] |